# Tigon
Tiglon, tigon, ali tion (ne tigron) je križanec med samcem tigra (Panthera tigris) in levinjo (Panthera leo). Tako ima hibrid starše istega rodu, a različnih vrst. Trenutno ta križanec v svetu ni tako razširjen kot liger, v poznem 19. stoletju in v začetku 20. stoletja pa je bila situacija obrnjena.